# ジョーンズバラの戦い
ジョーンズバラの戦い（ジョーンズバラのたたかい、英: Battle of Jonesborough）は、南北戦争アトランタ方面作戦中の1864年8月31日から9月1日に、ジョージア州クレイトン郡で行われた戦闘である。ウィリアム・シャーマン少将が率いる北軍が、アトランタ市を守っていたジョン・ベル・フッド将軍の率いる南軍テネシー軍を市から引き離し、破壊できるようにした。
フッド軍そのものが崩れたわけではなかったが、アトランタ市は放棄され、この戦争の残り期間は北軍が占領した。アトランタ市の陥落は戦争の行方について政治的にも軍事的にも大きな影響を与えることになった。この戦闘でアトランタ方面作戦は一区切りとなった。

## 背景
アトランタ方面作戦の間に行った数度の襲撃の中で、シャーマンは小さな分遣隊を使ってジョン・ベル・フッド将軍の南軍の供給線を一時的にも遮断することに成功していたが、南軍は常にその損傷を素早く補修していた。1864年8月下旬、シャーマンは南軍の供給線であるメイコン・アンド・ウェスタン鉄道とアトランタ・アンド・ウェストポイント鉄道を完全に遮断することができれば、南軍はアトランタ市を明け渡すしかなくなると考えた。
よってシャーマンは配下の歩兵7個軍団から6個軍団を選んで南軍の供給線攻撃に進ませることにした。北軍は8月25日にその陣地から動き出し、ラフ・アンド・レディ町とジョーンズバラ町の間の鉄道を攻撃した。
南軍はこれに対抗するためにウィリアム・J・ハーディ中将と2個軍団が派遣され、北軍の動きを止めて、可能ならば潰走させることとされた。しかし、フッドはシャーマン軍の大半がそこに移動しているとは理解していなかったので、初めから勢力的にハーディ軍はかなり劣勢にあった。

## 戦闘

### 8月31日
8月31日、オリバー・O・ハワード少将がフリント川の東岸に2個軍団を塹壕に入らせた。ジョン・A・ローガンの第15軍団がメイコン・アンド・ウェスタン鉄道に面した高台で塹壕に入った。このときトマス・E・G・ランサムが率いていた第16軍団がローガン軍団の右翼に繋がる鋭角な線を構築した。フランシス・プレストン・ブレア・ジュニアの指揮する第17軍団がフリント川の西岸で予備隊に置かれた。
ハーディは2個軍団による襲撃を指揮している間に、自分の軍団の指揮をパトリック・クリバーンに任せた。クリバーンは南に動いてランサムが守っている北軍の前線を攻撃し、一方スティーブン・D・リーはローガンの前線に対して二次攻撃をおこなうこととされた。クリバーンが率いていた師団はマーク・ローリーが率い、西に動いて、北軍の前線に向かう北に転じた時に、思いがけなくジャドソン・キルパトリックの下馬した騎兵隊に襲われた。キルパトリック隊はレールフェンスの陰に隠れており、スペンサー連発銃を装備していた。キルパトリック隊の銃撃は大変効果的だったので、ローリー隊がランサムの本隊に対する攻撃が崩れ、その全師団を北軍騎兵に向かわせることになった。ローリーは騎兵隊を押し返すことには成功したが、本来の目標に戻る代わりに、騎兵隊をフリント川を超えて押し出した。結局、川の西岸で第17軍団に属するジャイルズ・A・スミスの師団に停められることになった。
リーはローリーとキルパトリックとの間の戦闘が本来予定された襲撃だと誤解し、クリバーン隊がランサム隊との戦闘に入るかなり前に攻撃を始めた。リーは正面攻撃を命じ、それをJ・パットン・アンダーソンが活発に率いた。北軍前線のローガン将軍はアンダーソンの勇敢さを称賛していたが、アンダーソンは銃弾で打倒された。リーの部隊は大きな損失を出して撃退された。リー隊が1度敗北した後、ハーディはその攻撃を再開させたいと考えた。しかし、リーは部隊がとてもそのような状態にないと告げた。実際に受けた損失では、リー隊が1,300名に対してクリバーン隊は400名と、大きな損失率になっていた。この時点での北軍の損失は179名であり、それには圧倒的に引き合わなかった。
フッドはこのことを知り、またアトランタ市に直接攻撃が及ぶことを恐れ、その夜、ハーディ軍からリーの軍団を退かせ、市の守りに就かせた。この配置は翌朝戦闘が再開された時に重大な結果を生むことになった。フッドは後に8月31日の戦闘について、南軍の戦死者の数が参戦した部隊に比して少なかったので、「不名誉な戦闘」と呼ぶことになった。

### 9月1日

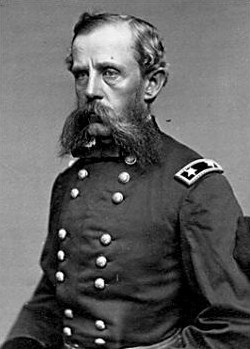
アブサロム・ベアード将軍

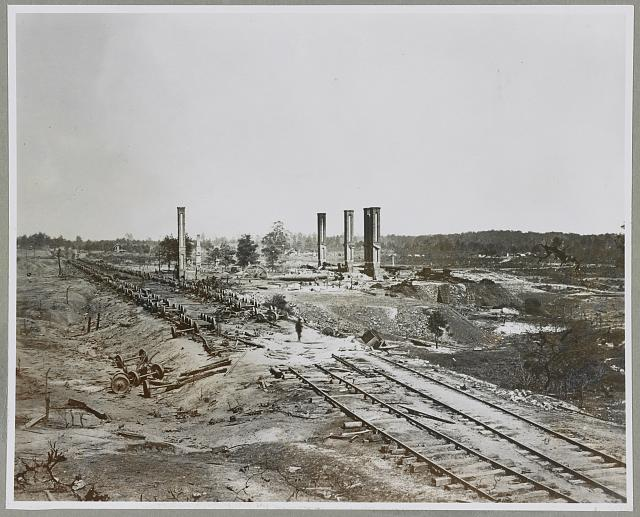
南軍がアトランタを明け渡す時に破壊された圧延工場と列車

翌9月1日、シャーマンはこのときジェファーソン・C・デイビスが率いていた第14軍団に、ジョーンズバラの北て南軍の前線を攻撃させることにした。しかし、その朝の時間の多くは北軍の援軍を動かすことで消費された。シャーマンはデイビッド・S・スタンリーの第4軍団を移動させることに心を砕いたが、その軍団はラフ・アンド・レディの近くで、メイコン・アンド・ウェスタン鉄道を破壊することに忙しかった。ハーディはその唯一の軍団で防御線を張り、ジョン・C・ブラウンの師団とクリバーンの師団をメイコン・アンド・ウェスタン鉄道に並行しておいた。ジョージ・マニーの師団はクリバーンの右翼に垂直に入り、鉄道を中心に突出部を形成した。
午後4時までにスタンリーの軍団はまだ戦場に到着していなかった。シャーマンはデイビスに南軍のクリバーンとマニー隊が作る突出部を攻撃するよう命令した。この突出部の頂点はダニエル・ゴバンの旅団が守っていた。デイビスはアメリカ正規軍旅団に最初の攻撃を先導させたが、容易に撃退された。次には3個師団全てを攻撃に参加させた。アブサロム・ベアードが中央、ジェイムズ・D・モーガンが左翼、ウィリアム・P・カーリンが右翼だった。ジョン・A・ローガンの第15軍団もデイビス隊の右手に移動した。ベアードが自ら銃剣突撃を率い、このことで後に名誉勲章を受章することになった。南軍は頑強に守ったが、白兵戦になった後で、ベアード隊が全線を突破し、ゴバンとその部隊600名を捕獲した。デイビス隊の兵士がこの裂け目になだれ込んだ。その頃にスタンリーの軍団がやっとデイビス隊の左翼に到着した。南軍の残兵はラブジョイ駅まで秩序正しく撤退することができた。
9月1日の夜、フッドはアトランタを明け渡し、弾薬やその他軍需物資の積まれた貨車81両を破壊するよう命じた。その結果起きた火事と爆発は数マイル離れても聞こえた。ヘンリー・W・スローカム将軍の指揮する北軍部隊が9月2日にアトランタ市を占領した。

## 戦いの後
ジョーンズバラの戦いはアトランタ方面作戦では最後の戦闘になり、包囲されていたアトランタ市が北軍の手に落ちた。9月4日、シャーマン将軍は特別現場命令第64号を発した。その軍隊に対して「我が軍はアトランタの敵軍を減らし、同市を占領すると言う目標を達成し、アメリカ合衆国の他の軍隊と協調して新しい作戦が立てられるまで、この近くの場所と土地を占領する」と伝えた。アトランタの占領は11月のエイブラハム・リンカーン大統領の再選に大いに役立ち、戦争の終結を早めた。フッドはその敗れた軍隊を率いてアトランタから離れ、西に移動したので、シャーマン軍による海への進軍が可能となり、さらに後のフランクリン・ナッシュビル方面作戦ではフッドのテネシー軍そのものが事実上破壊される結果になった。1872年、この戦闘で倒れた兵士の遺骸の多くが、パトリック・R・クリバーン南軍墓地に移され再度埋葬された。

## 大衆文化の中で
1939年の映画『風と共に去りぬ|』の中の有名なシーンは、フッド軍が市を明け渡すときに軍需物資や施設の破壊を命じたことから始まった火事が広がり、アトランタ市が大火災になる様子が描かれていた。

## 関連図書
- “Rev. Emmeran M. Bliemel – Hero of Battle of Jonesboro: 10th Tennessee Regiment: The first American Catholic Chaplain to die on the battlefield”.   The National Civil War Chaplains Museum (2008年). 2012年4月25日時点のオリジナルよりアーカイブ。2011年10月19日閲覧。 “Chaplain of the 10th Tennessee Regiment, he courageously and unselfishly ministered to the spiritual needs of all the wounded, both under fire and behind the lines. He died while giving the last rites to his Commanding Officer, Colonel William Grace. Rev. Bliemel also ministered to the men of the 4th Kentucky Regiment (the Orphan Brigade).”

座標: 北緯33度31分51秒 西経84度21分44秒 / 北緯33.5307度 西経84.3621度